# F Dodsworth (F-47)
A F Dodsworth (F-47) foi uma fragata da Classe Greenhalgh, da Marinha do Brasil.
Esta é uma das quatro fragatas Classe fragatas Type 22 (Lote I) adquiridas da Royal Navy, onde ostentava a designação HMS Brilliant (F90).
No ano de 1982 quando ainda integrava a Royal Navy, com o nome HMS Brilliant (F90), participou ativamente da guerra das Malvinas.
Durante a guerra, seus dois helicópteros estavam envolvidos em atacar sem sucesso o submarino argentino Santa Fé , e ela foi o primeiro navio de guerra da Marinha Real a disparar o míssil Sea Wolf em ação quando, em 12 de maio de 1982, derrubou aeronaves A-4 Skyhawks .
Em 21 de maio de 1982, o HMS Brilliant sofreu um ataque aéreo argentino fora do estreito de San Carlos e foi ligeiramente danificada por um tiro de canhão. No dia 23 de maio, ela se juntou ao HMS Yarmouth na perseguição do navio argentino de suprimentos ARA Monsunen .
Ela resgatou 24 sobreviventes da Atlantic Conveyor em 25 de maio. Brilliant navegou para o sul com um par de cargas de profundidade nuclear WE.177A a bordo. Para evitar complicações decorrentes do Tratado de Tlatelolco , estas foram descarregadas em RFA Fort Austin em 16 de abril de 1982.

## Origem do nome
A fragata levou este nome em homenagem ao Almirante de Esquadra Jorge Dodsworth Martins. Foi o primeiro navio a ostentar esse nome na Marinha do Brasil. O homenageado foi Comandante da Divisão de Cruzadores, durante a Segunda Guerra Mundial e Ministro da Marinha (1946-1950).

## Construção
Construído pelo estaleiro inglês Yarrow Shipbuilders Ltd., em Scotstoun, Glasgow (Escócia), foi lançado ao mar em dezembro de 1978. Serviu a Marinha inglesa no período  15 de maio de 1981 a 30 de agosto de 1996. O navio de guerra participou da Guerra das Malvinas.
Incorporado a Marinha do Brasil em 30 de agosto de 1996, deu baixa em 11 de março de 2004. O navio foi sucateado em 2012 em Aliaga na Turquia. 